# Шпигунство

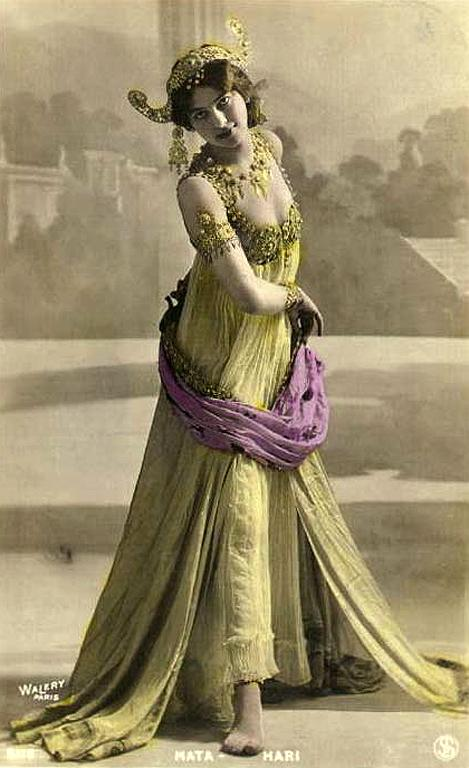
Шпигунка Мата Харі

Шпигу́нство — передавання або збирання з метою передавання іноземній державі, іноземній організації або їх представникам відомостей, що становлять державну таємницю, якщо ці дії вчинені іноземцем або особою без громадянства.
Особа, що займається шпигунством, називається шпигун (староукраїнською — шпиг, шпєг).
Поширене на сьогодні в суспільстві розуміння шпигунства як певного роду діяльності сформовано переважно узагальненим літературно-кінематографічним образом шпигуна (розвідника) та диспозицією відповідної статті Кримінального кодексу України. Причому, зі зрозумілих причин, перший чинник є, безперечно, домінуючим. Відтак, у розмовній лексиці термін «шпигунство» є, по суті, жаргонно-публіцистичним синонімом розвідувальної діяльності, а під «шпигунами» переважно розуміються кадрові співробітники або агенти спецслужб іноземних держав, що намагаються здобути секретну інформацію, при цьому нерідко вдаючись до підкупу, шахрайства, погроз та навіть вбивства. Через усталення подібних соціально-політичних стереотипів до шпигунів це слово набуло виразно-негативного емоційного забарвлення, тоді як представників власних спецслужб, які проводять аналогічну діяльність за кордоном, заведено називати благороднішим словом, овіяним ореолом сміливості, інтелекту, патріотизму та мужності — розвідник [c. 99].
Визначальними ознаками шпигунської діяльності є такі:
- це складова розвідувальної діяльності, метою якої є отримання лише секретної інформації (державної таємниці), що спеціально охороняється;
- полягає у незаконному передаванні (збиранні протиправними способами з метою незаконного передавання) секретної інформації;
- здійснюється винятково в інтересах адресатів передавання — іноземних держав (організацій), які є організаторами цієї діяльності і споживачами здобутої інформації;
- заборонена законодавством держави – володільця секретної інформації;
- з огляду на кримінально-правову заборону та системну контррозвідувальну діяльність здійснюється таємно, конспіративно;
- спричиняє або створює загрозу спричинення шкоди життєво важливим інтересам держави (повноті та своєчасності їх реалізації) у тих сферах її діяльності, де відбувається обіг секретної інформації[4].

В лінгвістичному аспекті виникнення терміна, яким позначалась вивідування або передавання супротивнику важливої (а згодом — таємної) інформації та його потрапляння до української мови має досить цікаву історію. Слово «Spion» почало активно вживатися у військовій термінології країн Європи наприкінці XIV — початку XV століття. Утворене від німецького іменника spaher (сищик, нишпорка), родинне дієслово — spähen (підглядати, слідкувати), це слово, потрапивши до Італії перетворилося на «spione» і повернувшись до Німеччини на початку XVI століття набуло вигляду «Spion», означаючи розвідників та лазутчиків неприятеля під час війни, а їх діяльність — як «Spionage». Вже в середині XVI століття цей термін було запозичено іншими європейськими мовами, зокрема французькою (espionnage), іспанською (espionaje) та англійською (espionage), а в XVII столітті його починають широко вживати й у тогочасному законодавстві Європи, звідки на початку XVIII століття був запозичений Петром І в російську військову термінологію та військове кримінальне законодавство, що діяло у той час і на значній території України. Так, вперше термін «шпіон» вжито в  «Артикулі воїнським з коротким тлумаченням», прийнятому 1715 року, де в артикулі 124 подано і його коротке визначення — іноземний підданий, якого направили від неприятеля з метою довідатися про стан армії свого супротивника. Містив цей термін і збірник законодавства «Права, за якими судиться малоросійський народ» 1743 р., який вважається проєктом першого відомого в історії Кодексу українського права. До розмовної української мови варіант цього терміна — «шпигунство» було запозичено дещо раніше — на початку XVII століття з польської мови, де «szpiegovstvo» утворилось від раннього німецького варіанту (нім. spaher — пол. szpieg), тоді як російська мова успадкувала вже поширений Європою пізній німецький варіант — «Spionage» («Spion»), щоправда поєднуючи його з польською вимовою, — «шпіонство» («шпіон», «шпік»), і лише у 20-х роках ХХ століття в російському (радянському) законодавстві остаточно затверджується фонетично німецький варіант — «шпіонаж». В той же час, україномовне видання першого радянського Кримінального кодексу УСРР 1922 р., мабуть на хвилі розпочатої тоді українізації, закріпило у вітчизняному законодавстві український термін — «шпигунство», яким ми послуговуємося і дотепер [c.14] 

## Визначення шпигунів в міжнародному гуманітарному праві
Міжнародне гуманітарне право визначає шпигунів як осіб, які, діючи таємно або обманним шляхом, збирають (чи намагаються збирати) відомості, що мають військове значення, на контрольованій противником території з метою подальшої передачі цієї інформації протилежній стороні. Шпигуни не мають права на статус військовополоненого.
Не вважаються шпигуном особа зі складу збройних сил сторони, що перебуває у збройному конфлікті, яка:
- від імені цієї сторони збирає або намагається зібрати інформацію на контрольованій противником території, (наприклад, військовий розвідник), якщо, діючи таким чином, вона носить формений одяг своїх збройних сил;
- проживає на окупованій території та від імені сторони, від котрої вона залежить, збирає або намагається збирати на цій території інформацію, що має воєнне значення, якщо вона не діє обманним шляхом або навмисно не вдається до таємних методів. Така особа не втрачає свого права на статус військовополоненого, з нею не можуть поводитися, як зі шпигуном, якщо тільки її не захоплено в момент, коли займалась шпигунством.[5]

## Перші шпигуни
Ще у 500 до н.е. старокитайський мислитель Сунь Цзи у своєму трактаті «Мистецтво війни» описував шпигунство як вкрай важливу діяльність. Докладні описи прийомів та методів шпигунської діяльності містяться в давньоіндійському трактаті «Артхашастра». У другій половині XVI ст. правителі таких могутніх держав, як Франція, Англія, Іспанія, вважали шпигунство єдиним способом добування будь-якої інформації. Міністри, їх помічники, посли (дипломатична служба) та інші чиновники були зобов'язані у будь-який спосіб збирати дані з інших державах та передавати їх на Батьківщину. У цей же час створюється перша шпигунська організація: її організатором та керівником став французький кардинал Рішельє.

## Шпигуни XX сторіччя
Нові види шпигунської діяльності набули розвиток під час Першої світової війни. Тут відзначилися такі шпигуни, як Лоуренс Аравійський, Вільгельм Васмус, Марта Ріше, Жуль-Крофорд Зілбер та ін. Події після Першої світової війни, зокрема, підйом лівого руху, більшовицька революцію у Російській імперії, Друга світова війна спричинили посилення шпигунства у світі. Це, зокрема, торкнулося не лише Європи чи Америки, а й Азії. Відомим шпигуном цього часу був Ши Пейпу, Ріхард Зорге, Кембриджська п'ятірка (Орлов Олександр Михайлович — завербував «Кембріджську п'ятірку»).

## Шпигунство в кримінальному праві України
Відноситься до Розділу І КК України - Злочини проти основ національної безпеки
Родовим об'єктом шпигунства є державна безпека України в різних її сферах, яка за своєю сутністю і становить основи національної безпеки
Безпосереднім об'єктом шпигунства  є державні інтереси  (інтереси держави) у тих сферах її діяльності, де зосереджені відомості, що становлять державну таємницю. Додатковим безпосереднім об’єктом шпигунства (обов’язковим) є інформаційна безпека держави;
Предметом шпигунства є відомості, що становлять державну таємницю, які визначаються у Законі України «Про державну таємницю» та конкретизуються у  Зводі відомостей, що становлять державну таємницю.

## Об'єктивна сторона шпигунство може виявлятися у двох формах
1) передачі іноземній державі, іноземній організації або їх представникам відомостей, що становлять державну таємницю;
2) збиранні таких же відомостей з метою передачі іноземній державі, іноземній організації або їх представникам.
Перша форма. Передавання зазначених відомостей відбувається у випадках, коли особа володіє ними й повідомляє (вручає) їх іноземній державі або її представнику (агенту). Способи передачі можуть бути різними (усно, письмово, безпосереднє ознайомлення з будь-якими матеріалами, передача по радіо, телефону, з використанням тайників, кур'єрів та ін.). Для відповідальності не має значення передаються першоджерела (наприклад, оригінали документів, креслення, зразки пального), їх копії чи лише відомості про них (зліпки, макети, опис технічних систем, будь-яких об'єктів та ін.). Тому будь-які дії, виявлені як у формі передачі в буквальному розумінні цього слова, так і у створенні умов для ознайомлення агента іншої держави з ними, підпадають під поняття передачі.
Друга форма. Збирання відомостей, що становлять державну таємницю, — це будь-які протиправні дії щодо заволодіння такими відомостями (наприклад, викрадення, незаконне спостереження, фотографування, підслуховування телефонних розмов та ін.). Нерідко для отримання таких відомостей використовують найскладнішу сучасну техніку (спеціально обладнані літаки, кораблі або автомашини, спеціально встановлені на суші чи на морі прилади для отримання розвідувальної інформації та ін.).
Суб'єкт злочину спеціальний— іноземний громадянин або особа без громадянства. Шпигунство, вчинене громадянином України, кваліфікується за ст. 111 КК України як державна зрада.

## Суб'єктивна сторона цього злочину
Суб'єктивна сторона цього злочину — прямий умисел, за якого особа усвідомлює, що відомості збираються або передаються іноземній державі, організації або їх представникам і що ці відомості є державною таємницею. Мотиви злочину на кваліфікацію злочину не впливають.

## Відповідальності за ст. 114 КК України
Для відповідальності за ст. 114 КК необхідно встановити, що відомості, які становлять державну таємницю, були передані чи збиралися для передачі саме іноземним державам, іноземним організаціям або їх представникам.
Закінченим шпигунство у формі збирання вважається з моменту заволодіння певною  інформацією, що становить державну таємницю, а у формі передачі - з моменту здійснення передачі або створення умов для доступу іноземних адресатів до секретної інформації.
Відповідно до ч. 2 ст. 114 КК  звільняється від кримінальної відповідальності особа, яка припинила діяльність, що містить ознаки шпигунства, та добровільно повідомила органи державної влади про вчинене, якщо внаслідок цього і вжитих заходів було відвернено заподіяння шкоди інтересам України. Звільнення від кримінальної відповідальності громадян України відбувається відповідно до ч. 2 ст 111 КК.